# أولي رحمن
أولي رحمن (بالإنجليزية: Oli Rahman)‏ هو لاعب كرة قدم غاني في مركز الوسط، ولد في 7 يوليو 1975 في غانا. لعب مع أشانتي كوتوكو.

## وصلات خارجية
- أولي رحمن على موقع قاعدة بيانات كرة القدم.إي يو (الإنجليزية)
- أولي رحمن على موقع ناشيونال فوتبول تيمز (الإنجليزية)
- أولي رحمن على موقع عالم كرة القدم.نت (الإنجليزية)
- أولي رحمن على موقع اللجنة الأولمبية الدولية (الإنجليزية)
- أولي رحمن على موقع أوليمبيديا (الإنجليزية)